# Virtua Fighter (computerspel)
Virtua Fighter is een computerspel van Sega uit 1993. Het is het eerste arcade vechtspel dat volledig 3D graphics heeft. Het is geschikt gemaakt voor meerdere platforms waaronder de Sega Saturn en de Sega 32X. Een versie met verbeterde graphics werd ook uitgebracht voor Windows.

## Trivia
- Het spel is opgenomen in het boek 1001 Video Games You Must Play Before You Die van Tony Mott.